# 4:21... The Day After
4:21... The Day After är det fjärde studioalbumet av rapparen Method Man. Det släpptes på Def Jam Records den 29 augusti 2006. Albumet gästas av bland annat flera andra medlemmar i gruppen Wu-Tang Clan. Låten "Say" släpptes som singel.

## Listplaceringar
| 2006 | 8 | 4 | 3 |

## Låtlista
| Nr | Titel                   | Gästartist(er)                                  | Producent(er)              | Längd | Samplingar                                               |
| -- | ----------------------- | ----------------------------------------------- | -------------------------- | ----- | -------------------------------------------------------- |
| 01 | Intro                   |                                                 | RZA                        | 2:10  | Marijuana från DVD:n "Educational Archives: Sex & Drugs" |
| 02 | Is It Me                |                                                 | Scott Storch               | 3:44  |                                                          |
| 03 | Problem                 |                                                 | Erick Sermon               | 3:30  | "It's a New Day" av Skull Snaps                          |
| 04 | Somebody Done Fucked Up |                                                 | Havoc                      | 3:18  |                                                          |
| 05 | Shaolin Soldier (Skit)  |                                                 |                            | 0:21  |                                                          |
| 06 | Fall Out                |                                                 | Kwamé                      | 3:24  |                                                          |
| 07 | Dirty Mef               | Ol' Dirty Bastard                               | Erick Sermon & Mathematics | 2:54  |                                                          |
| 08 | 4:20                    | Streetlife & Carlton Fisk                       | RZA & Kinetic              | 4:34  |                                                          |
| 09 | Let's Ride              | Ginuwine                                        | Mr. Porter                 | 3:10  |                                                          |
| 10 | The Glide               | Raekwon, U-God (ej krediterad) & La the Darkman | RZA                        | 3:05  |                                                          |
| 11 | Kids (Skit)             |                                                 |                            | 0:47  |                                                          |
| 12 | Got To Have It          |                                                 | Erick Sermon               | 4:13  | "Nikes Fresh out the Box" ab Mario                       |
| 13 | Say                     | Lauryn Hill                                     | Erick Sermon               | 3:49  | "So Many Things to Say" ab Lauryn Hill                   |
| 14 | Ya'Meen                 | Fat Joe & Styles P                              | The Chairman of the Boards | 4:21  |                                                          |
| 15 | Konichiwa Bitches       |                                                 | RZA                        | 2:59  |                                                          |
| 16 | Everything              | Inspectah Deck & Streetlife                     | Mathematics                | 3:39  |                                                          |
| 17 | Walk On                 | Redman                                          | Versitile                  | 2:49  | "Walk On By" ab Issac Hayes                              |
| 18 | Pimpin' (Skit)          |                                                 |                            | 0:39  |                                                          |
| 19 | Presidential M.C.       | Raekwon & RZA                                   | RZA                        | 4:30  |                                                          |
| 20 | 4 Ever                  | Megan Rochell                                   | Kwamé                      | 4:04  | "Always" av Atlantic Starr                               |
| 21 | O.D [Bonusspår]         |                                                 | Kwamé                      | 3:32  |                                                          |